# Melodifestivalen 2013
Melodifestivalen 2013 – 52. edycja szwedzkich preselekcji do Konkursu Piosenki Eurowizji 2013. Półfinały odbyły się kolejno: 2, 9, 16 oraz 23 lutego, druga szansa 2 marca, natomiast finał 9 marca. Podczas półfinałów o wynikach decydowali widzowie za pomocą głosowania telefonicznego, natomiast reprezentanta wybrali w połowie widzowie oraz międzynarodowe jury.
Preselekcje wygrał Robin Stjernberg z piosenką „You”, zdobywając w sumie 166 punktów w finale.

## Format

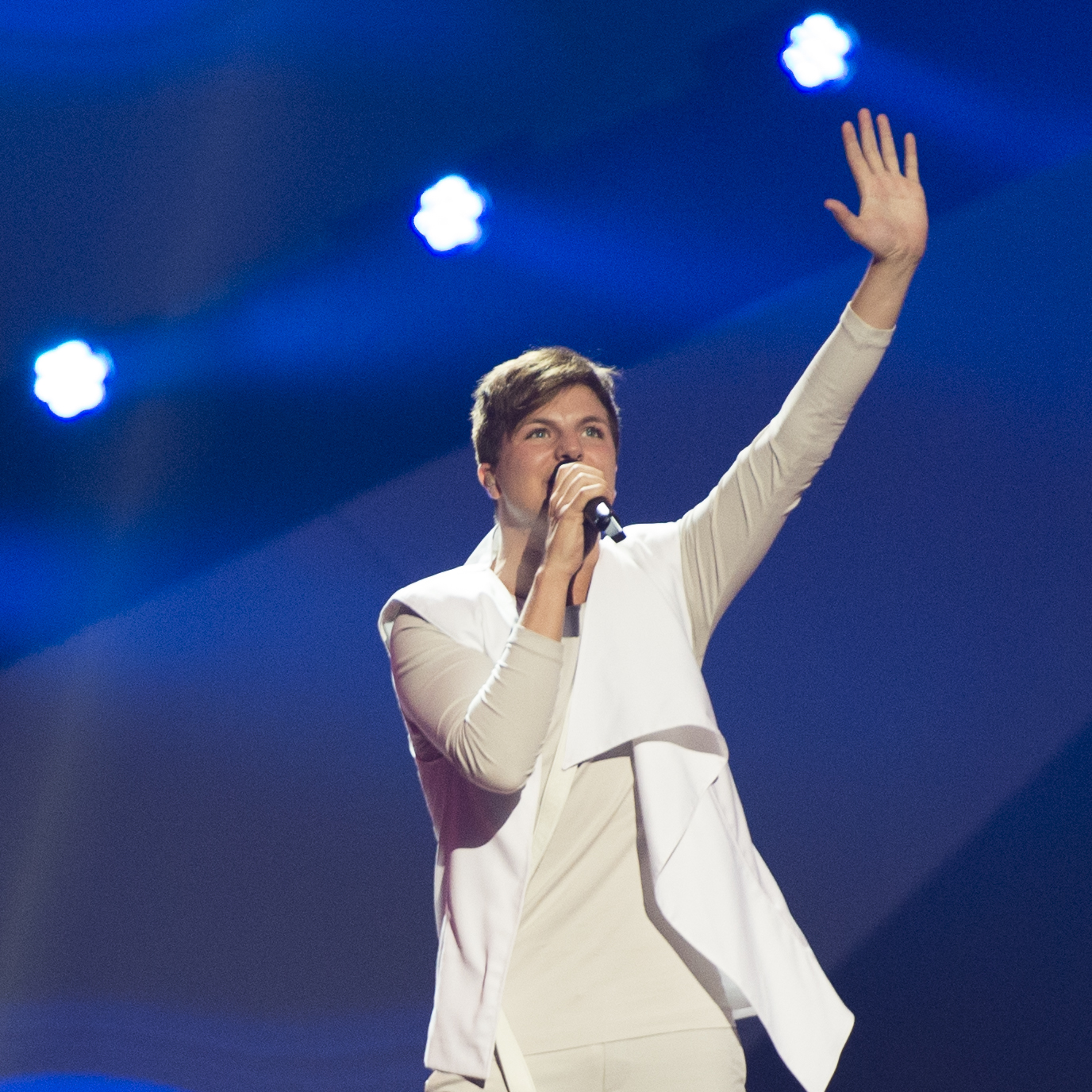
Zwycięzca Melodifestivalen 2013, Robin Stjernberg podczas występu w finale Konkursu Piosenki Eurowizji 2013 w Malmö

Trzydziestu dwóch uczestników podzielono na cztery ośmioosobowe półfinały. Z każdego półfinału dwójka najlepszych uczestników otrzymała automatyczny awans do finału. Laureaci trzeciego oraz czwartego miejsca półfinałów zakwalifikowali się zaś do dogrywki – drugiej szansy, z którego kolejna dwójka zakwalifikowała się do wielkiego finału.

### Harmonogram
Tradycyjnie każdy etap odbywał się w innym szwedzkim mieście, a finał po raz pierwszy odbył się w Solnie.
| Data      | Miasto     | Miejsce                | Pojemność | Etap                         |
| --------- | ---------- | ---------------------- | --------- | ---------------------------- |
| 2 lutego  | Karlskrona | Telenor Arena          | 4 000     | Półfinał 1                   |
| 9 lutego  | Göteborg   | Scandinavium           | 14 000    | Półfinał 2                   |
| 16 lutego | Skellefteå | Skellefteå Kraft Arena | 6 000     | Półfinał 3                   |
| 23 lutego | Malmö      | Malmö Arena            | 15 500    | Półfinał 4                   |
| 2 marca   | Karlstad   | Löfbergs Lila Arena    | 10 600    | Druga szansa (Andra chansen) |
| 9 marca   | Solna      | Friends Arena          | 27 000    | Finał                        |

## Półfinały

### Półfinał 1
Pierwszy półfinał odbył się 2 lutego 2013 w Telenor Arena w Karlskronie.

|         | Artysta                | Piosenka                       | Tekst (t) / Muzyka (m)                                                                             | Liczba głosów | Liczba głosów | Liczba głosów | Miejsce | Rezultat     |
| Runda 1 | Artysta                | Piosenka                       | Tekst (t) / Muzyka (m)                                                                             | Runda 2       | Razem         |               | Miejsce | Rezultat     |
| ------- | ---------------------- | ------------------------------ | -------------------------------------------------------------------------------------------------- | ------------- | ------------- | ------------- | ------- | ------------ |
| 1       | David Lindgren         | „Skyline”                      | Fernando Fuentes (m/t), Henrik Nordenback (m/t), Christian Fast (m/t)                              | 37 392        | 28 724        | 66 116        | 2       | Finał        |
| 2       | Cookies ‘N’ Beans      | „Burning Flags”                | Fredrik Kempe (m/t)                                                                                | 16 246        | 14 193        | 30 439        | 3       | Druga szansa |
| 3       | Jay-Jay Johanson       | „Paris”                        | Jay-Jay Johanson (m/t)                                                                             | 5 526         | –             | 5 526         | 8       | Odpadł       |
| 4       | Mary N’diaye           | „Gosa”                         | Johan Åsgärde (m/t), Mattias Frändå (m/t), Mary N’diaye (m/t)                                      | 12 997        | 10 439        | 23 436        | 5       | Odpadła      |
| 5       | Eric Gadd              | „Vi kommer aldrig att förlora” | Eric Gadd (m/t), Thomas Stenström (m/t), Jacob Olofsson (m/t)                                      | 12 881        | 14 047        | 26 928        | 4       | Druga szansa |
| 6       | Yohio                  | „Heartbreak Hotel”             | Johan Fransson (m/t), Tobias Lundgren (m/t), Tim Larsson (m/t), Henrik Göranson (m/t), Yohio (m/t) | 76 905        | 78 211        | 155 116       | 1       | Finał        |
| 7       | Anna Järvinen          | „Porslin”                      | Björn Olsson (m/t), Martin Elisson (m/t)                                                           | 8 689         | –             | 8 689         | 7       | Odpadła      |
| 8       | Michael Feiner & Caisa | „We’re Still Kids”             | Michael Feiner (m/t), Caisa Ahlroth (m/t)                                                          | 12 098        | –             | 12 098        | 6       | Odpadli      |

Legenda:
     Uczestnicy, którzy awansowali do finału
     Uczestnicy, którzy trafili do drugiej szansy

### Półfinał 2
Drugi półfinał odbył się 9 lutego 2013 w Scandinavium w Göteborgu.

|         | Artysta                      | Piosenka                               | Tekst (t) / Muzyka (m)                                                                          | Liczba głosów | Liczba głosów | Liczba głosów | Miejsce | Rezultat     |
| Runda 1 | Artysta                      | Piosenka                               | Tekst (t) / Muzyka (m)                                                                          | Runda 2       | Razem         |               | Miejsce | Rezultat     |
| ------- | ---------------------------- | -------------------------------------- | ----------------------------------------------------------------------------------------------- | ------------- | ------------- | ------------- | ------- | ------------ |
| 1       | Anton Ewald                  | „Begging”                              | Fredrik Kempe (m/t), Anton Malmberg Hård af Segerstad (m/t)                                     | 33 436        | 37 049        | 70 516        | 3       | Druga szansa |
| 2       | Felicia Olsson               | „Make Me No 1”                         | Henrik Wikström (m/t), Ingela „Pling” Forsman (m/t), Amir Aly (m/t), Maria Haukaas Mittet (m/t) | 19 559        | 35 490        | 55 049        | 5       | Odpadła      |
| 3       | Joacim Cans                  | „Annelie”                              | Joacim Cans (m/t)                                                                               | 7 069         | –             | 7 069         | 8       | Odpadł       |
| 4       | Swedish House Wives          | „On Top of the World”                  | Peter Boström (m/t), Thomas G:son (m/t)                                                         | 17 172        | –             | 17 172        | 6       | Odpadły      |
| 5       | Erik Segerstedt & Tone Damli | „Hello Goodbye”                        | Robin Fredriksson (m/t), Mattias Larsson (m/t), Måns Zelmerlöw (m/t)                            | 30 295        | 40 107        | 70 402        | 4       | Druga szansa |
| 6       | Louise Hoffsten              | „Only the Dead Fish Follow The Stream” | Louise Hoffsten (m/t), Sandra Bjurman (m/t), Stefan Örn (m/t)                                   | 33 074        | 50 947        | 84 021        | 2       | Finał        |
| 7       | Rikard Wolff                 | „En förlorad sommar”                   | Tomas Andersson Wij (m/t)                                                                       | 7 785         | –             | 7 785         | 7       | Odpadł       |
| 8       | Sean Banan                   | „Copacabanana”                         | Ola Lindholm (m/t), Sean Banan (m/t), Hans Blomberg (m/t), Joakim Larsson (m/t)                 | 79 428        | 64 314        | 143 724       | 1       | Finał        |

Legenda:
     Uczestnicy, którzy awansowali do finału
     Uczestnicy, którzy trafili do drugiej szansy

### Półfinał 3
Trzeci półfinał odbył się 16 lutego 2013 w Skellefteå Kraft Arena w Skellefteå.

|         | Artysta            | Piosenka                   | Tekst (t) / Muzyka (m)                                                                  | Liczba głosów | Liczba głosów | Liczba głosów | Miejsce | Rezultat            |
| Runda 1 | Artysta            | Piosenka                   | Tekst (t) / Muzyka (m)                                                                  | Runda 2       | Razem         |               | Miejsce | Rezultat            |
| ------- | ------------------ | -------------------------- | --------------------------------------------------------------------------------------- | ------------- | ------------- | ------------- | ------- | ------------------- |
| 1       | Eddie Razaz        | „Alibi”                    | Thomas G:son (m/t), Peter Boström (m/t)                                                 | 19 476        | –             | 19 476        | 6       | Odpadł              |
| 2       | Elin Petersson     | „Island”                   | Elin Petersson (m/t)                                                                    | 7 494         | –             | 7 494         | 8       | Dzika karta Odpadła |
| 3       | Ravaillacz         | „En riktig jävla schlager” | Kjell Jennstig (m/t), Leif Goldkuhl (m/t), Henrik Dorsin (m/t)                          | 52 275        | 57 980        | 111 255       | 1       | Finał               |
| 4       | Amanda Fondell     | „Dumb”                     | Freja Blomberg (m/t), Fredrik Samsson (m/t)                                             | 18 488        | –             | 18 488        | 7       | Odpadła             |
| 5       | Martin Rolinski    | „In and Out of Love”       | Thomas G:son (m/t), Andreas Rickstrand (m/t)                                            | 29 246        | 41 780        | 71 026        | 3       | Druga szansa        |
| 6       | Caroline af Ugglas | „Hon har inte”             | Caroline af Ugglas (m/t), Heinz Liljedahl (m/t)                                         | 29 450        | 29 114        | 58 594        | 4       | Druga szansa        |
| 7       | State of Drama     | „Falling”                  | Göran Werner (m/t), Sebastian Hallifax (m/t), Emil Gullhamn (m/t), James Hallifax (m/t) | 40 803        | 39 256        | 80 059        | 2       | Finał               |
| 8       | Janet Leon         | „Heartstrings”             | Fredrik Kempe (m/t), Anton Malmberg Hård af Segerstad (m/t)                             | 22 348        | 22 348        | 50 251        | 5       | Odpadła             |

Legenda:
     Uczestnicy, którzy awansowali do finału
     Uczestnicy, którzy trafili do drugiej szansy

### Półfinał 4
Czwarty półfinał odbył się 23 lutego 2013 w Malmö Arena w Malmö.

|         | Artysta           | Piosenka                  | Tekst (t) / Muzyka (m)                                                                                 | Liczba głosów | Liczba głosów | Liczba głosów | Miejsce | Rezultat            |
| Runda 1 | Artysta           | Piosenka                  | Tekst (t) / Muzyka (m)                                                                                 | Runda 2       | Razem         |               | Miejsce | Rezultat            |
| ------- | ----------------- | ------------------------- | --- | ------------- | ------------- | ------------- | ------- | ------------------- |
| 1       | Army of Lovers    | „Rockin’ the Ride”        | Alexander Bard (m/t), Henrik Wikström (m/t), Per QX (m/t), Andreas Öhrn (m/t), Jean-Pierre Barda (m/t) | 16 687        | –             | 16 687        | 6       | Odpadli             |
| 2       | Lucia Piñera      | „Must Be Love”            | Peter Kvint (m/t), Jonas Myrin (m/t)                                                                   | 9 219         | –             | 9 219         | 8       | Odpadła             |
| 3       | Robin Stjernberg  | „You”                     | Robin Stjernberg (m/t), Linnea Deb (m/t), Joy Deb (m/t), Joakim Harestad Haukaas (m/t)                 | 34 562        | 43 204        | 77 766        | 3       | Druga szansa        |
| 4       | Sylvia Vrethammar | „Trivialitet”             | Thomas G:son (m/t), Calle Kindbom (m/t), Mats Tärnfors (m/t)                                           | 13 609        | –             | 13 609        | 7       | Odpadła             |
| 5       | Ralf Gyllenhammar | „Bed on Fire”             | Ralf Gyllenhammar (m/t), David Wilhelmsson (m/t)                                                       | 43 609        | 49 616        | 93 225        | 2       | Finał               |
| 6       | Behrang Miri      | „Jalla Dansa Sawa”        | Behrang Miri (m/t), Anderz Wrethov (m/t), Firas Razak Tuma (m/t), Tacfarinas Yamoun (m/t)              | 31 761        | 38 459        | 70 220        | 4       | Druga szansa        |
| 7       | Terese Fredenwall | „Breaking the Silence”    | Terese Fredenwall (m/t), Simon Petrén (m)                                                              | 25 163        | 32 329        | 57 492        | 5       | Dzika karta Odpadła |
| 8       | Ulrik Munther     | „Tell the World I’m Here” | Thomas G:son (m/t), Peter Boström (m/t), Ulrik Munther (m/t)                                           | 70 204        | 58 160        | 128 364       | 1       | Finał               |

Legenda:
     Uczestnicy, którzy awansowali do finału
     Uczestnicy, którzy trafili do drugiej szansy

## Druga szansa
Dogrywka – druga szansa odbyła się 2 marca 2013 roku w Löfbergs Lila Arena.
|         | Artysta                      | Piosenka                       | Tekst (t) / Muzyka (m)                                                                    | Liczba głosów | Liczba głosów | Liczba głosów | Miejsce | Rezultat      |
| Runda 1 | Artysta                      | Piosenka                       | Tekst (t) / Muzyka (m)                                                                    | Runda 2       | Razem         |               | Miejsce | Rezultat      |
| ------- | ---------------------------- | ------------------------------ | ----------------------------------------------------------------------------------------- | ------------- | ------------- | ------------- | ------- | ------------- |
| 1       | Robin Stjernberg             | „You”                          | Robin Stjernberg (m/t), Linnea Deb (m/t), Joy Deb (m/t), Joakim Harestad Haukaas (m/t)    | 58 025        | 35 535        | 93 560        | 2       | Duet 2 Finał  |
| 2       | Eric Gadd                    | „Vi kommer aldrig att förlora” | Eric Gadd (m/t), Thomas Stenström (m/t), Jacob Olofsson (m/t)                             | 14 164        | –             | 14 164        | 8       | Odpadł        |
| 3       | Caroline af Ugglas           | „Hon har inte”                 | Caroline af Ugglas (m/t), Heinz Liljedahl (m/t)                                           | 35 234        | –             | 35 234        | 6       | Odpadła       |
| 4       | Behrang Miri                 | „Jalla Dansa Sawa”             | Behrang Miri (m/t), Anderz Wrethov (m/t), Firas Razak Tuma (m/t), Tacfarinas Yamoun (m/t) | 56 165        | 29 618        | 85 734        | 4       | Duet 1 Odpadł |
| 5       | Erik Segerstedt & Tone Damli | „Hello Goodbye”                | Robin Fredriksson (m/t), Mattias Larsson (m/t), Måns Zelmerlöw (m/t)                      | 42 425        | 28 098        | 70 523        | 5       | Odpadł        |
| 6       | Anton Ewald                  | „Begging”                      | Fredrik Kempe (m/t), Anton Malmberg Hård af Segerstad (m/t)                               | 66 965        | 31 696        | 98 661        | 1       | Duet 1 Finał  |
| 7       | Cookies ‘N’ Beans            | „Burning Flags”                | Fredrik Kempe (m/t)                                                                       | 25 826        | –             | 25 826        | 7       | Odpadły       |
| 8       | Martin Rolinski              | „In and Out of Love”           | Thomas G:son (m/t), Andreas Rickstrand (m/t)                                              | 51 997        | 35 787        | 87 764        | 3       | Duet 2 Odpadł |

Legenda:
     Uczestnicy, którzy awansowali do finału

### Duety
|  |       |                                      |                        |                        |       |                       |                       |                 |
|  | Duety | Duety                                | Duety                  |                        |       | Zakwalifikowani       | Zakwalifikowani       | Zakwalifikowani |
|  | Duety | Duety                                | Duety                  |                        |       | Zakwalifikowani       | Zakwalifikowani       | Zakwalifikowani |
|  |       |                                      |                        |                        |       |                       |                       |                 |
|  |       |                                      |                        |                        |       |                       |                       |                 |
|  | 1     | Behrang Miri „Jalla Dansa Sawa”      | 82 896                 |                        |       |                       |                       |                 |
|  | 1     | Behrang Miri „Jalla Dansa Sawa”      | 82 896                 |                        |       |                       |                       |                 |
|  | 2     | Anton Ewald „Begging”                | 105 890                |                        |       |                       |                       |                 |
|  | 2     | Anton Ewald „Begging”                | 105 890                |                        |       | Anton Ewald „Begging” | Anton Ewald „Begging” | Finał           |
|  |       |                                      |                        |                        |       | Anton Ewald „Begging” | Anton Ewald „Begging” | Finał           |
|  |       |                                      | Robin Stjernberg „You” | Robin Stjernberg „You” | Finał |                       |                       |                 |
|  | 1     | Robin Stjernberg „You”               | Robin Stjernberg „You” | Robin Stjernberg „You” | Finał | 98 105                |                       |                 |
|  | 1     | Robin Stjernberg „You”               |                        |                        |       |                       |                       |                 |
|  | 2     | Martin Rolinski „In and Out of Love” | 95 930                 |                        |       |                       |                       |                 |
|  | 2     | Martin Rolinski „In and Out of Love” | 95 930                 |                        |       |                       |                       |                 |
|  |       |                                      |                        |                        |       |                       |                       |                 |

## Finał
Finał odbył się 9 marca 2013 we Friends Arena w Solnie.
|    | Artysta           | Piosenka                               | Tekst (t) / Muzyka (m)                                                                             | Miejsce |
| -- | ----------------- | -------------------------------------- | -------------------------------------------------------------------------------------------------- | ------- |
| 1  | Ulrik Munther     | „Tell the World I’m Here”              | Thomas G:son (m/t), Peter Boström (m/t), Ulrik Munther (m/t)                                       | 3       |
| 2  | David Lindgren    | „Skyline”                              | Fernando Fuentes (m/t), Henrik Nordenback (m/t), Christian Fast (m/t)                              | 8       |
| 3  | State of Drama    | „Falling”                              | Göran Werner (m/t), Sebastian Hallifax (m/t), Emil Gullhamn (m/t), James Hallifax (m/t)            | 9       |
| 4  | Anton Ewald       | „Begging”                              | Fredrik Kempe (m/l), Anton Malmberg Hård af Segerstad (m/lt)                                       | 4       |
| 5  | Louise Hoffsten   | „Only the Dead Fish Follow The Stream” | Louise Hoffsten (m/t), Sandra Bjurman (m/t), Stefan Örn (m/t)                                      | 5       |
| 6  | Ralf Gyllenhammar | „Bed on Fire”                          | Ralf Gyllenhammar (m/t), David Wilhelmsson (m/t)                                                   | 7       |
| 7  | Ravaillacz        | „En riktig jävla schlager”             | Kjell Jennstig (m/t), Leif Goldkuhl (m/t), Henrik Dorsin (m/t)                                     | 10      |
| 8  | Sean Banan        | „Copacabanana”                         | Ola Lindholm (m/t), Sean Banan (m/t), Hans Blomberg (m/t), Joakim Larsson (m/t)                    | 6       |
| 9  | Robin Stjernberg  | „You”                                  | Robin Stjernberg (m/t), Linnea Deb (m/t), Joy Deb (m/t), Joakim Harestad Haukaas (m/t)             | 1       |
| 10 | Yohio             | „Heartbreak Hotel”                     | Johan Fransson (m/t), Tobias Lundgren (m/t), Tim Larsson (m/t), Henrik Göranson (m/t), Yohio (m/t) | 2       |

Legenda:
     Zdobywca pierwszego miejsca
     Zdobywca drugiego miejsca
     Zdobywca trzeciego miejsca

### Głosowanie
| Numer | Piosenka                               | Chorwacja | Cypr | Francja | Niemcy | Islandia | Izrael | Włochy | Malta | Hiszpania | Ukraina | Wielka Brytania | Punkty jury | Audiotele/SMS | Audiotele/SMS | Audiotele/SMS | Razem | Miejsce |
| Numer | Piosenka                               | Chorwacja | Cypr | Francja | Niemcy | Islandia | Izrael | Włochy | Malta | Hiszpania | Ukraina | Wielka Brytania | Punkty jury | Głosy         | %             | Punkty        | Razem | Miejsce |
| ----- | -------------------------------------- | --------- | ---- | ------- | ------ | -------- | ------ | ------ | ----- | --------- | ------- | --------------- | ----------- | ------------- | ------------- | ------------- | ----- | ------- |
| 1     | „Tell the World I’m Here”              | 6         | 6    | 12      | 8      | 6        | 2      | –      | 12    | 12        | 8       | 10              | 82          | 152 989       | 9,4%          | 44            | 126   | 3       |
| 2     | „Skyline”                              | 4         | 4    | –       | 2      | 12       | 6      | 8      | 8     | –         | 1       | 12              | 57          | 41 724        | 2,6%          | 12            | 69    | 8       |
| 3     | „Falling”                              | –         | 10   | 4       | 4      | 2        | 8      | 10     | 1     | 6         | 4       | 1               | 50          | 62 586        | 3,7%          | 18            | 68    | 9       |
| 4     | „Begging”                              | 8         | –    | –       | 10     | 10       | 1      | 2      | –     | 4         | 10      | 4               | 49          | 205 144       | 12,5%         | 59            | 108   | 4       |
| 5     | „Only the Dead Fish Follow The Stream” | 2         | 12   | 6       | –      | –        | –      | 4      | 6     | –         | –       | 6               | 36          | 170 374       | 10,4%         | 49            | 85    | 5       |
| 6     | „Bed on Fire”                          | –         | –    | 1       | 6      | –        | 12     | 6      | –     | 8         | –       | –               | 33          | 139 081       | 8,5%          | 40            | 73    | 7       |
| 7     | „En riktig jävla schlager”             | –         | 2    | –       | 1      | –        | –      | –      | 2     | 1         | –       | 2               | 8           | 111 264       | 6,7%          | 32            | 40    | 10      |
| 8     | „Copacabanana”                         | 12        | –    | 8       | –      | 1        | –      | –      | 4     | 10        | 2       | –               | 37          | 142 558       | 8,7%          | 41            | 78    | 6       |
| 9     | „You”                                  | 1         | 8    | 10      | 12     | 8        | 10     | 12     | 10    | –         | 12      | 8               | 91          | 260 776       | 15,8%         | 75            | 166   | 1       |
| 10    | „Heartbreak Hotel”                     | 10        | 1    | 2       | –      | 4        | 4      | 1      | –     | 2         | 6       | –               | 30          | 358 133       | 21,1%         | 103           | 133   | 2       |

### Rzecznicy jury
- Cypr: Klitos Klitou
- Hiszpania: Federico Llano-Sabugueiro
- Włochy: Nicola Caligiore
- Islandia: Jónatan Gardarsson
- Malta: Chiara
- Ukraina: Gina Dirawi
- Izrael: Alon Amir
- Francja: Bruno Berberes
- Wielka Brytania: Simon Proctor
- Chorwacja: Aleksandar Kostadinov
- Niemcy: Torsten Amarell

## Wyniki oglądalności
| Show         | Data           | Widzowie  | Głosowanie (Televoting/SMS) |
| ------------ | -------------- | --------- | --------------------------- |
| Półfinał 1   | 2 lutego 2013  | 3 605 000 | 329 695                     |
| Półfinał 2   | 9 lutego 2013  | 3 705 000 | 458 516                     |
| Półfinał 3   | 16 lutego 2013 | 3 552 000 | 419 319                     |
| Półfinał 4   | 23 lutego 2013 | 3 556 000 | 469 106                     |
| Druga szansa | 2 marca 2013   | 3 248 000 | 900 898                     |
| Finał        | 9 marca 2013   | 4 130 000 | 1 644 628                   |